# 天神社 (志木市)
天神社（てんじんしゃ）は、埼玉県志木市の神社。

## 歴史
1626年（寛永3年）に創建されたと伝えられる。当地の旧名主で、つい最近まで境内の半分を所有していた木下氏が創建に関与していたものと推測される。
祭神は菅原道真である。道真が神として祀られる際、通常は「学問の神様」として崇敬されるが、当社では「五穀豊穣の神様」として崇敬されている。そういう経緯から、周辺にはJAあさか野志木支店や米穀店などが存在している。
境内の「水神宮」の碑文は神山雲眠の筆によるものである。

## 交通アクセス
- 路線バスいろは橋停留所より徒歩2分。